# Anke Servaes
Anke Servaes (pseudoniem van Anna Gertruda Wijdom) (Tilburg, 26 november 1897 – Alkmaar, 16 september 1947) was een Nederlandse schrijfster.

## Leven en werk
Servaes werd in 1897 geboren als Anna Gertruda Wijdom, dochter van de ingenieur Dirk Wijdom (1865-1919) en van Diederika Johanna Römer (1865-1910). Zij groeide op in Tilburg en in Rotterdam. Na haar opleiding tot lerares werd zij verpleegster en daarna apothekersassistente. Ze trouwde in 1926 in Amersfoort met de schrijver Reinhard Johan Valkhoff. Het echtpaar vestigde zich twee jaar later in het Noord-Hollandse Bergen.
Zij begon al in Amersfoort met haar schrijversloopbaan. Haar pseudoniem verwijst naar de Sint-Servaaskerk in Maastricht, een vroegere woonplaats van haar echtgenoot. Haar eerste boek was een meisjesboek Knolletje. Later schreef zij meer sociaal geïnspireerde werken. Diverse van haar romans werden vele malen herdrukt. Zo verscheen van Moeder Liesbeth en van Kinderen, die over zijn tiende drukken in 1955. Haar eerste roman voor volwassenen Kinderzaal (1935) was een enorm succes, in 1947 verscheen de vijftiende druk. Haar werk werd vertaald in het Deens, Duits, Noors en Zweeds. Haar laatste boek Paul alléén verscheen in januari 1947. Ze overleed in september 1947 op 49-jarige leeftijd in Alkmaar. Ze werd begraven in haar woonplaats Bergen. Op haar graf staat: Ik hield zoveel van de mensen.
Postuum verscheen in 1948 de roman Koos die ze samen had geschreven met Rein Valkhoff.
De kritiek op haar werk was niet onverdeeld positief. De criticus Ab Visser typeerde haar werk als "het bakvissenpendant van de dokters- en verpleegstersroman". De criticus P.H. Ritter jr. was milder en noemde haar "een auteur, die op een bepaald gebied uitnemend werk heeft voortgebracht".
In haar geboorteplaats Tilburg werd in 1964 het Anke Servaeshof naar haar genoemd.

### Jeugdromans
- 1927 - Knolletje
- 1928 - Marianneke
- 1930 - Nora's conflicten
- 1931 - Pil
- 1933 - Zuster Iet
- 1933 - Dokter Els
- 1933 - Fiep's wonderpan
- 1934 - Het Asyl
- 1935 - Puk
- 1947 - Hommel Honniman (met Rein Valkhoff)

### Romans voor volwassenen
- 1935 - Kinderzaal
- 1935 - Bezoekuur (korte verhalen)
- 1936 - Spreekuur
- 1936 - Het raadsel
- 1937 - Kinderen die over zijn (met illustraties van Sárika Góth)
- 1937 - Gerda - Een roman voor jonge menschen
- 1938 - Moeder Liesbeth
- 1939 - Wie volgt
- 1941 - Internaat
- 1941 - Kindertoevlucht
- 1946 - Oorlogskinderen
- 1947 - Paul alléén
- 1948 - Koos (met Rein Valkhoff)